# SAGEM
A Société d'Applications Générales de l'Electricité et de la Mécanique (SAGEM) foi uma empresa francesa de sistemas e telecomunicações que, em 2005, fundiu-se com a Snecma para formar a  Safran.